# Terence Prittie
Terence Cornelius Farmer Prittie (* 15. Dezember 1913; † 28. Mai 1985) war ein irischstämmiger Journalist und Autor, der als Auslandskorrespondent diverse politische Biographien und Werke zur deutschen sowie israelischen Zeitgeschichte veröffentlichte.

## Leben
Terence Cornelius Farmer Prittie wurde als Sohn des zur Peerage of Ireland gehörenden Henry Cornelius O’Callaghan Prittie, 5th Baron Dunalley of Kilboy, und seiner Frau, Beatrix Evelyn Graham, in Irland geboren. Während des Zweiten Weltkriegs erreichte er den Rang eines Leutnants in der Rifle Brigade (SR), in der auch sein Vater als Veteran des Zweiten Burenkrieges und Ersten Weltkrieges bis zum Rang eines Majors gedient hatte. An den Kämpfen war Prittie von 1939 bis 1940 beteiligt, wurde in den Kriegsberichten lobend erwähnt und 1940 als Kriegsgefangener in Deutschland in Colditz (Oflag IV C) interniert. 1946 ernannte man ihn aufgrund seiner Verdienste zum Member of the Order of the British Empire.
Der gelernte Journalist, der als Deutschland-Korrespondent des Manchester Guardian von 1946 bis 1963 auch für The Nation und andere große Zeitungen des Vereinigten Königreichs und der Vereinigten Staaten schrieb sowie für die British Broadcasting Corporation tätig war, verfasste diverse Bücher zur Zeitgeschichte, insbesondere zu der des geteilten Deutschlands, des Nationalsozialismus und der Geschichte Israels, aber auch im englischen Sprachraum relativ populäre Biographien zu den Bundeskanzlern Konrad Adenauer und Willy Brandt. Seine Werke erlebten zahlreiche Neuauflagen, so beispielsweise Germany (1961) und Israel: miracle in the desert (1967) 19 Auflagen, die Adenauer-Biographie (1971) wie auch seine Geschichte über Deutsche, die gegen das Deutsche Reich unter Adolf Hitler gekämpft hatten, 12 Auflagen. Kennzeichnend für Pritties Urteil über Adenauer war dessen Charakterisierung während des Krieges als „tatenloser Nichtnazi“, um sich nicht der Gefahr des Märtyrer-Todes auszusetzen. Auch Sebastian Haffner beschrieb Adenauer in der Folge als Nichtnazi, was von der breiten Bevölkerung ebenfalls rezipiert wurde. Prittie selbst hatte ein aufmerksames Auge in seiner Darstellung darauf, ob Adenauer in seinem Stab ehemalige Nationalsozialisten beschäftigte und stellte rasch fest, dass bei der Vorbereitung eines Gremiums zu Organisation eines zukünftigen Außenministeriums der jungen Bundesrepublik alleine 14 von 31 Mitarbeitern früher Parteimitglieder der NSDAP gewesen waren.
Darüber hinaus veröffentlichte Terence Prittie eine Biographie zu Levi Eschkol, dem dritten Ministerpräsidenten Israels.
Einige seiner Werke wurden ins Deutsche übersetzt, wobei auch hier die Adenauer-Biographie in verschiedenen Editionen zahlreiche Neuauflagen erlebte. In diesem Zusammenhang war es ihm als Korrespondent gelungen dem deutschen Außenminister Gerhard Schröder zum Élysée-Vertrag und Adenauers Motiven ein Zitat John Miltons zu entlocken: „Der Wunsch nach Nachruhm ist die letzte Krankheit edler Geister“. Politisch sah er die Teilung Deutschlands als Folge der Naziherrschaft und somit allein von den Deutschen selbst verschuldet an.
Terence Prittie prägte durch seine starke Präsenz in sowohl den englischen als auch deutschen Medien zur Deutschland- und Europapolitik diverse Begriffe auf beiden Seiten des Kanals. Die Prägung des Begriffs Jungtürken für Wolfgang Döring, Walter Scheel und Willi Weyer wird gemeinhin Terence Prittie zugeschrieben, der dabei verkannte, dass diese jüngeren Mitglieder der FDP bereits zuvor in verantwortungsvolle Positionen gelangt waren und einen regelrechten Putsch überhaupt nicht nötig hatten. Als Kenner des Saarlandes soll auch die Erfindung des bildhaften Begriffs „Kohlenstaubmetropole“ auf ihn zurückgegangen sein, da er es in seiner Adenauer-Biographie mehrfach verwendete.
Im Übrigen prägte er entscheidend das britische Bild des deutschen Wirtschaftswunders, indem er abschreckend die Folgen des deutschen Materialismus für das soziale Leben der deutschen Bevölkerung beschrieb, was durch die Dominanz der Wirtschaftspolitik eine Distanz zur Demokratie bewirken würde.
Pritties Stil war neben diesen bildhaften Assoziationen bekannt für die Wiedergabe bezeichnender Anekdoten aus seinem großen Erfahrungsschatz als Deutschlandkorrespondent, bei denen er so ehrlich war, dass er selbst einen legendären Ursprung nicht ausschloss. So berichtete er beispielsweise über den wehrhaften Bischof von Münster und Gegner der nationalsozialistischen Rassenhygiene, Clemens August Graf von Galen, dass dieser zwei Gestapobeamte, die ihn aufforderten sie zu begleiten, um einen Moment gebeten habe, in dem er sich dafür umziehen könne. Diesen nutzte er, um sein volles Ornat anzulegen, woraufhin die beiden Geheimpolizisten beschlossen, ihn in Ruhe zu lassen.
Ging es jedoch um die Wiedergabe von authentischen Zitaten konnte Prittie energisch protestieren, wenn so etwas von offizieller Seite dementiert wurde. 1948 zitierte er Adenauer, der die Deutschen als „Belgier mit Megalomanie“ bezeichnet hatte. Nach der Bundestagswahl 1949 dementierte man diese Äußerung, woraufhin Prittie für den Wahrheitsgehalt des Zitats öffentlich eintrat. Dies bewegte Adenauer jedoch lediglich zu einem seiner bekannten Aussprüche, „dass es in der Politik nicht entscheidend sei, ob man im recht sei, sondern, ob man das Recht habe“. Der Journalist revanchierte sich, indem er die Passage in seiner Adenauer-Biographie wiedergab.
Honrable Terence Cornelius Farmer Prittie war mit Laura Dreyfus-Dundas von 29. August 1946 bis zu seinem Tode verheiratet; aus der Ehe entstammten zwei Söhne, Alan Graham Prittie (* 1948) und James Hugo Cameron Prittie (* 1950).
Aufgrund seiner Werke zur Geschichte Israels und seiner Tätigkeit für die Londoner Zeitung The Jewish Chronicle, zu dessen engerem Kreis er gehörte, wurde Prittie auch von Fachkollegen als „anglo-irischer, christlicher Zionist“ bezeichnet.

## Rezension
Germans against Hitler (1964) wurde in der englischen Fachpresse selbst fast 20 Jahre nach seinem Erscheinen als zwar eine der kürzeren, gleichwohl aber am besten zu lesendsten Darstellungen über den Widerstand gegen Hitler bezeichnet, da es von dem anerkannten Journalisten und ausgewiesenen Autorität zum Thema Deutschland verfasst worden sei.
Der Rezensent in Die Zeit war aus Anlass des Erscheinens von Deutsche gegen Hitler 1966 voll des Lobes: „sein Verfasser erweist sich als hervorragender Journalist, der in der Lage ist, seine Leser auch mit Berichten über spröde oder bereits bekannte Stoffe zu fesseln. Prittie schildert und erzählt, ohne sich dabei jemals in der Kolportage zu verlieren. Im Gegenteil, der englisch unterkühlte, distanzierte Stil des Verfassers macht dem Leser immer wieder deutlich, daß in dem Buch keine Wunschvorstellungen verbreitet, sondern Tatsachen berichtet werden. Es ist dabei verblüffend festzustellen, wie wenig auch die Deutschen, die die Zeit des Nationalsozialismus bewußt und zugleich mit innerem politischen Abstand erlebt haben, heute vom deutschen Widerstand gegen die Nationalsozialisten wissen. Immer wieder fesselt der Verfasser den Leser oft durch nur kurze Schilderungen wie etwa den Bericht über das Ende Ossietzkys oder die ausführliche Darstellung der Tätigkeit der „Roten Kapelle“ oder selbst durch das Kapitel über ein so bekannt gewordenes Unternehmen wie die Verschwörung der Geschwister Scholl. Der Grund für die Faszination dieses überhaupt nicht aufregend geschriebenen Buches liegt an zwei Umständen: Einmal gehört der Verfasser zu den besten Kennern Deutschlands und der Deutschen und ist daher in der Lage, die Akteure, die Widerständler oft mit ganz wenigen knappen Worten so zu charakterisieren, daß der Leser sie vor sich sieht“.
Im englischen Sprachraum sollte Terence Pritties Adenauer-Biographie lange Zeit die vorprägendste Darstellung bleiben. Man hielt ihr selbst bei Fachhistorikern zugute, dass sie ihr resultierendes Interesse vor allen Dingen daraus, dass sie von einem gut informierten Journalisten des Bonner Presse-Clubs verfasst wurde. Erst mit der Übersetzung des zweibändigen Standardwerks des renommierten Politikwissenschaftlers und Zeithistorikers Hans-Peter Schwarz (1995/1997) habe man im Englischen endlich eine Publikation eines Wissenschaftlers zu Konrad Adenauer erhalten.
Rückblickend bescheinigte man Pritties Brandt-Biographie wie auch anderen zeitgenössischen Darstellungen des populären Bundeskanzlers jedoch „hagiographische Züge“.
Seine Werke wurden in die Deutsche, Dänische, Französische, Katalanische, Spanische und Japanische Sprache übersetzt.

## Werke
- South to freedom. London 1947.
- Escape to freedom. Hutchinson, London 1954.
- The Saar. Key to European Planning. In: The Listener 51, 1954, S. 679–681.
- Neo-Nazi Outrages. New York Times, 31. Dezember 1959, S. 20.
- Germany divided; the legacy of the Nazi era. Little, Brown, Boston 1960.
- The German Conscience. Atlantic Monthly 206, no. 5 (November 1960), S. 108–113.
- The Generation of Nazis. The New Republic 142, no. 3, 18. Januar 1960, S. 9f.
- Germany. Time, Inc., New York 1961.
  - Deutschland. Aus dem Englischen übertragen von Eva Boldemann, Time Life, Amsterdam/Frankfurt a. M. 1967.
- Germans against Hitler. Little, Brown, Boston 1964.
  - Deutsche gegen Hitler : eine Darstellung des deutschen Widerstands gegen den Nationalsozialismus während der Herrschaft Hitlers. Übersetzung von Bernhard Mann, Wunderlich, Tübingen 1965. Digitalisat
- Israel: miracle in the desert. Praeger, New York 1967.
- Solid, Sober End to Kosygin Visit — But No Big Breakthrough. The Guardian, 14. Februar 1967.
- Eshkol. The Man and the Nation. Pitman Pub. Corp., New York 1969.
- Konrad Adenauer, 1876–1967. Cowles Book Co., Chicago 1971.
  -  Konrad Adenauer : 4 Epochen deutscher Geschichte. Aus dem Englischen von Hellmut Jaesrich, Goverts Krüger Stahlberg, Stuttgart 1971, ISBN 3-7740-0406-4.
- zusammen mit Otto Wolfgang Loeb:  Moselle. Faber and Faber (Faber Books on wine), London 1971.
- zusammen mit Bernard Dineen: The double exodus : a study of Arab and Jewish refugees in the Middle East. Goodhart Press, London 1974.
- Willy Brandt: portrait of a statesman. Schocken Books, New York 1974.
- Willy Brandt. Biographie. Goverts Krüger Stahlberg, Frankfurt am Main 1974, ISBN 3-7740-0442-0.
- zusammen mit Walter Henry Nelson (Hrsg.): The economic war against the Jews. Random House, New York 1977.
- Through Irish eyes. A Journalists Memoirs. Bachman & Turner, London 1977.
- The velvet chancellors : a history of post-war Germany. F. Muller, London 1979.
  - Kanzler in Deutschland. Übersetzung von Angela Frémont, Klett-Cotta, Stuttgart 1981.
- Whose Jerusalem?. F. Muller, London 1981.
  - Wem gehört Jerusalem. Aus dem Englischen übersetzt von Ruth Achlama, Klett-Cotta, Stuttgart 1982, ISBN 3-608-93007-8.
- My Germans. 1933–1983. Wolff, London 1983.